# Mário da Graça Machungo
Mário Fernandes da Graça Machungo (ur. 1 grudnia 1940 w Maxixe, zm. 17 lutego 2020) – mozambicki polityk, ekonomista, premier Mozambiku od 17 lipca 1986 do 16 grudnia 1994.
W latach 60. studiował na lizbońskiej politechnice, gdzie ukończył ekonomię. Pracował następnie w banku w Lizbonie, po czym został wykładowcą na Uniwersytecie Lourenço Marquesa (dziś Uniwersytet im. Eduardo Mondlane w Maputo). Dołączył do FRELIMO, gdzie został jednym z prominentnych działaczy po uzyskaniu niepodległości przez Mozambik w 1975. W latach 1975–1976 był ministrem handlu i przemysłu, następnie do 1978 ministrem przemysłu i energii, później do 1980 ministrem rolnictwa i wreszcie od 1980 do 1986 ministrem planowania i rozwoju. Od 1983 piastował też funkcję gubernatora prowincji Zambezia. 17 lipca 1986 powołany na reaktywowane stanowisko premiera, które zajmował przez kolejne 8 lat. Od 19 października do 6 listopada 1986, po śmierci prezydenta Samory Machela, Biuro Polityczne Komitetu Centralnego FRELIMO, w którym zasiadał, działało jak kolegialna głowa państwa. Za jego kadencji od 1989 rozpoczęły się przemiany w kierunku systemu wielopartyjnego. W 1995 został szefem największego mozambickiego banku, Banco Internacional de Moçambique, pracował także w Commercial Bank of Mozambique, a także zasiadał w radach nadzorczych innych banków.